# Merovech
Merovech, Meroveus, Merovæus, Merovig eller Mérovée (född omkring 411 eller 412, död 456 eller 458) en till viss del legendarisk, hövding över de saliska frankerna som ska ha regerat omkring 447–458.  Far till Childerik I.
Mycket lite är känt om Merovech. Gregorius av Tours nämner honom men låter oss inte få veta om Merovech var son till Chlodio eller endast övertog makten från honom. Somliga forskare har noterat att Merovech även kan vara namnet på en gud eller halvgud - delvis människa, delvis tjur och delvis sjövarelse – som tillbads av frankerna innan de lät sig kristnas.
Merovech har under alla omständigheter givit upphov till merovingerna, namnet på den ätt som styrde Frankerriket från 400-talet till 700-talet och avlöstes vid den frankiska tronen av karolingerna. 